# Estação Ellesmere
Ellesmere é uma estação do metrô de Toronto, localizada no Scarborough RT. Localiza-se na 1025 Ellesmere Avenue. Midland não possui um terminal de ônibus integrado, e passageiros da 95 York Mills, a única linha de ônibus do Toronto Transit Commission que conecta-se com a estação, precisam de um transfer para poderem transferirem-se da linha de superfície para o metrô e vice-versa. Ellesmere é a estação menos movimentada do sistema de metrô de Toronto, movimentando diaramente uma média de 1 680 passageiros. Isto deve-se à presença de uma única linha de ônibus presente como conexão, que está relativamente longe da estação, e de que a área onde a estação está localizada estar ocupada primariamente por estabelecimentos comerciais de baixa densidade, que estão também relativamente longe da estação. A estação recebeu seu nome da Ellesmere Avenue, a principal rua leste-oeste servida pela estação.